# 석미경
석미경(1967년 12월 26일~)은 대한민국의 여자 가수이다.

## 생애
석미경은 1967년 12월 26일 서울특별시에서 태어났고 한양여자중학교를 거쳐 혜화여자고등학교를 졸업후 서울예술전문대학 실용음악과를 졸업한 그녀는 1987년 데뷔하였고 대표곡은 물안개 있으며 본관은 충주 석씨이고
혈액형은 A형이다.

## 음반
- 1989년 물 안개

## 학력
- 한양여자중학교  (졸업)
- 혜화여자고등학교 (졸업)
- 서을예술전문대학 실용음악과 전문학사 (졸업)